# Wilhelm Meyer Lutz
Wilhelm Meyer Lutz (Münnerstadt, Baviera (Alemanya), 19 de maig, 1829 - Londres (Anglaterra), 31 de gener, 1903) va ser un compositor i director d'orquestra britànic d'origen alemany que és més conegut per la música lleugera, el teatre musical i el burlesc d'obres conegudes.
Emigrat al Regne Unit als 19 anys, Lutz va començar com a organista i aviat es va convertir en director de teatre a Londres. Després de servir de 1850 a 1855 com a director musical del "Surrey Theatre", Lutz va dirigir companyies d'òpera en gira i va compondre música i música seriosa per als "Christy Minstrels". El 1869, va ser contractat com a director musical del "Gaiety Theatre" de Londres, arrancant i posteriorment component una sèrie de burlesques populars durant els següents 25 anys. Lutz va continuar component cançons al segle xx.

## Vida i carrera
Els pares de Lutz eren Joseph Lutz (1801–1879), professor de música, i Magdalena (1809–1862). El seu germà gran, el baró Johann Lutz, es va convertir en el primer ministre de Baviera sota el rei Lluís II de Baviera. Lutz va estudiar música primer amb el seu pare, després a Würzburg a la Universitat. Va visitar Gran Bretanya, com a pianista, el 1846, i després es va traslladar a Anglaterra el 1848 als 19 anys.

## Carrera inicial
Lutz el 1868

Lutz va començar com a organista a les esglésies de Birmingham i Leeds. Després, durant molts anys, va tocar l'orgue a la catedral de Sant Jordi, Southwark. Lutz també va ser francmaçó, i va servir com a Gran Organista de la Gran Lògia Unida d'Anglaterra.
Lutz aviat es va convertir en director de teatre. De 1850 a 1855, va dirigir al "Surrey Theatre" i més tard al "Royalty Theatre". Per a aquest teatre, va compondre dues òperes, The Charmed Harp (1852) i una gran òpera, Faust and Marguerite (1855). Després d'això, durant molts anys, Lutz va dirigir concerts a les províncies britàniques i va realitzar giras per a grups d'òpera per a Giulia Grisi, el tenor Mario i altres. Alguns d'ells van ser dirigits pel tenor Elliot Galer (fundador, el 1877, de la "Royal Opera House" de Leicester), que va produir l'òpera Zaida de Lutz, o The Pearl of Granada (amb llibret d'Oliver Summers) a 1859 a Liverpool. A les dècades de 1850 i 1860 va compartir el podi de concerts en concerts clàssics amb Julius Benedict tant a les províncies com al "St. James's Hall" de Londres. El 1859, a Derby, Anglaterra, Lutz va tocar el piano per a una sèrie de deu "Concerts per a la gent" al "Temperance Hall". Galer també va muntar altres tres òperes de Lutz al "Royalty Theatre" de Londres: Blonde or Brunette (1862), Cousin Kate (1863) i Felix, or The Festival of the Roses  (1865). Durant aquests anys, Lutz també va compondre les cantates Herne the Hunter ("The Crystal Palace, 1862) i King Christmas ("Oxford Music Hall", 1863), i música per als "Christy's Minstrels".

## Anys del Teatre de l'Alegria
El 1869, el gerent John Hollingshead va contractar a Lutz com a director musical resident i director del "Gaiety Theatre", inaugurat recentment, component balls i cançons per a les produccions d'aquest teatre, a més de dirigir l'orquestra per a les òperes, operetes, obres de teatre i burlesques muntades al teatre. En aquesta qualitat, va dirigir Thespis', la primera òpera còmica de Gilbert i Sullivan, el 1871.

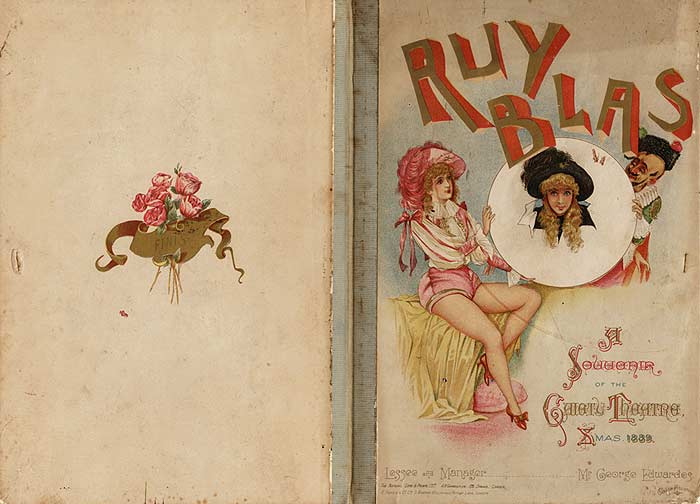
Programa de records de Ruy Blas

Les primeres composicions de Lutz per al teatre Gaiety incloïen música incidental per a Dreams (1869), una obra de Thomas W. Robertson. El moliner de Milburg (1872). Paral·lelament, Christina Nilsson va interpretar la seva escena Xenia de he Sclavonian Maiden (1869), i als concerts del "Covent Garden Promenade" de 1873, es va interpretar la seva cantata, Legend of the Lys. També va compondre música per a espectacles com On Condition (1882) i Posterity (1884) per a la companyia de dones de Lila Clay. També va compondre la cançó popular "Eyes of English Blue" per a Alice Atherton.
Al Gaiety, Lutz va recopilar les partitures, i més tard va compondre sovint música original, per a una sèrie d'entreteniments populars de pasticcio, òpera-bouffes i burlesques, incloent The Bohemian G-yurl and the Unapproachable Pole (1877); Robbing Roy (1879 de F. C. Burnand); una versió de The Forty Thieves (1880, llibret de Robert Reece; Lutz havia dirigit una versió de 1878 de la mateixa història); All in the Downs; or, Black-Eyed Susan (1881); Aladí (1881); Oh! Those Girls (1882); Blue Beard  (1882); Galatea, or Pygmalion Reversed (1883, amb llibret de Henry Pottinger Stephens); Ariel (1883, llibret de Burnand); i Mazeppa (1884).
George Edwardes va assumir la direcció del Gaiety el 1885 i va ampliar el format dels burlesques, encarregant a Lutz que escrivís partitures originals per als "nous burlesques" al teatre: "Little Jack Sheppard" (1885, llibret de Stephens); Monte Cristo Jr. (1886); Miss Esmeralda, or The Maid and the Monkey (1887); Frankenstein, or The Vampire's Victim (1887); Faust up to Date (1888, llibret de G. R. Sims i Henry Pettitt); Ruy Blas and the Blasé Roué (1889, llibret de Frederick Hobson Leslie i Herbert F. Clark); Carmen up to Date (1890, llibret de Sims i Pettitt); Cinder Ellen up too Late (1891, llibret de Leslie); i Don Juan (1892, llibre de Leslie, lletra d'Adrian Ross). El "Pas de quatre", un alegre ball de graner escrit per Faust up to Date, es va mantenir popular durant més de cinquanta anys i va tenir almenys dos enregistraments moderns. El 1893, amb Albert O'Donnell Bartholeyns, va escriure A la Française.

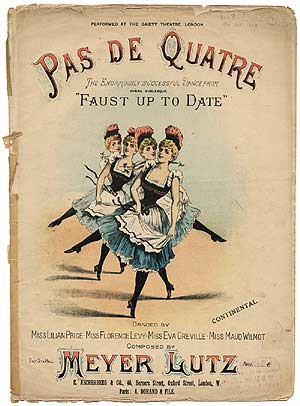
Partitures per a un ball de Faust fins a l'actualitat

Durant aquests anys, Lutz va continuar amb la seva demanda com a director a tota Gran Bretanya i va continuar component música religiosa i profana. El 3 de maig de 1886, el Gaiety Theatre va acollir una selecció d'escenes interpretades en benefici de Lutz, incloses escenes de la gran òpera de Lutz Faust and Marguerite, la seva burlesca Little Jack Sheppard i l'opereta Karl i diverses recitacions i peces en solitari. Els intèrprets incloïen Nellie Farren (que havia cantat amb ell en gairebé totes les seves peces a Gaiety), Marion Hood, Durward Lely, Richard Temple i molts altres.

## Anys posteriors
Lutz va deixar el Gaiety el 1894 i va ser substituït per Ivan Caryll. Per a l'Opera Comique el 1895, Lutz va compondre A Model Trilby, o A Day or Two after du Maurier. També va escriure cançons addicionals per al Baron Golosh per al Teatre Trafalgar (1895). Lutz va escriure un quartet de corda i balades com "Thy Silv'ry Tones", "Enchant Mine Ear" i "Sail on Silver Cloud". En els últims anys del segle XIX, Lutz va dirigir una banda tocant les temporades d'estiu al balneari de Scarborough. Va continuar component cançons al segle xx, incloent música per a Hidenseek (1901) i alguns números per a The Girl from Kays (1902) d'Ivan Caryll i Cecil Cook. No obstant això, Lutz sembla haver esgotat els fons, ja que un altre concert en benefici es va fer per a ell el 28 de novembre de 1901 al Gaiety Theatre, organitzat per George Edwardes.
Lutz es va casar el 1856 amb Elizabeth Cook (n. 1835) i més tard amb la seva germana Emily Cook (n. 1847). Els seus germans eren el baix Thomas Aynsley Cook i el baríton John Furneaux Cook, i la seva germana, Alice Aynsley Cook (c. 1850–1938) era una cantant d'òpera i actriu de comèdia musical. La seva neboda, Annie, es va casar amb Eugene Goossens, Jr. Lutz també va tenir un fill, Caspar, que es va convertir en clergue.
En obres impreses, com ara partitures i programes de teatre, Lutz sol ser acreditat simplement com Meyer Lutz. Part de la seva música va ser arranjada per a banda militar per J. A. Kappey. Lutz s'esmenta en una novel·la de P. G. Wodehouse, A Damsel in Distress (1919). A més, un personatge anomenat Herr Toots a la novel·la Bella d'Edward Booth de 1912 està basat en Lutz, com el personatge Meyer Klootz a la novel·la de 1940 Town and Haven d'Oswald Harland, ambdues novel·les ambientades a Scarborough (victorià) tardà, anomenat "Spathorpe" a Bella, i "Whitcliff" a Town and Haven).
Lutz va morir de bronquitis a la seva casa de Kensington, Londres als 73 anys. Va ser enterrat a St Mary's, Kensal Green.

## Obres seleccionades

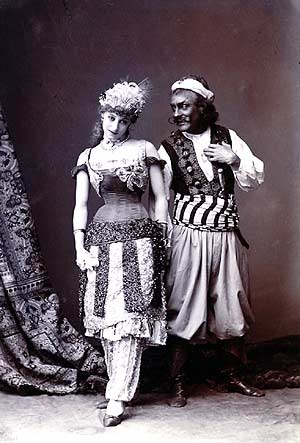
Robert Reece and Lutz's The Forty Thieves, 1880

- The Charmed Harp (1852) (Surrey Theatre)
- Faust and Marguerite (1855) (Surrey Theatre)
- Blonde or Brunette (1862) (Royalty Theatre)
- Felix, or The Festival of the Roses (1865) (Royalty Theatre)
- Zaida, or, The Pearl of Granada (1868) (Liverpool)
- The Miller of Milburg (1872) (Gaiety Theatre)
- Legend of the Lys (1873) (cantata)
- The Bohemian G-yurl and the Unapproachable Pole (1877) (Gaiety Theatre)
- Robbing Roy (1879) (Gaiety Theatre)
- The Forty Thieves (1880) (Gaiety Theatre)
- Galatea, or Pygmalion Reversed (1883) (Gaiety Theatre)
- Little Jack Sheppard (1885) (Gaiety Theatre)
- Miss Esmeralda, or The Maid and the Monkey (1887) (Gaiety Theatre)
- Frankenstein, or The Vampire's Victim (1887) (Gaiety Theatre)
- Faust up to Date (1888) (Gaiety Theatre)
- Ruy Blas and the Blasé Roué (1889) (in Birmingham, then at the Gaiety)
- Carmen up to Data (1890) (in Liverpool, then at the Gaiety)
- Cinder Ellen up too Late (1893) (Gaiety Theatre)
- A Model Trilby, or A Day or Two after du Maurier (1895) (Opera Comique)